# Canápolis (kommun i Brasilien, Bahia)
Canápolis är en kommun i Brasilien.   Den ligger i delstaten Bahia, i den östra delen av landet, 500 km nordost om huvudstaden Brasília. Antalet invånare är 9 382.
Omgivningarna runt Canápolis är huvudsakligen savann. Runt Canápolis är det glesbefolkat, med 20 invånare per kvadratkilometer.